# Xiaomi Redmi Note 8 Pro
Xiaomi Redmi Note 8 Pro (hay còn gọi là Redmi Note 8 Pro) là một điện thoại di động được sản xuất bởi Xiaomi với khẩu hiệu World's first phone with super fast Helio G90T (dịch: Chiếc điện thoại đầu tiên sở hữu con chip Helio G90T mạnh mẽ, cho thấy chiếc Redmi Note 8 Pro được sở hữu con chip Mediatek Helio G90T dành riêng cho gamer). Xiaomi Redmi Note 8 Pro được Xiaomi xếp vào dòng Redmi và trong Xiaomi Redmi Note 8 series (gồm có Redmi Note 8 và phiên bản nâng cấp Redmi Note 8 Pro).

## Thông số kỹ thuật[1][2]

### Camera
Máy sở hữu bộ bốn camera sau và một camera trước. Camera trước gồm camera chính 64MP f/1.89, camera góc siêu rộng 120 độ 8MP, f/2.2, camera macro 2 cm 2MP và camera chiều sâu 2MP. Camera chính sử dụng công nghệ 4 điểm ảnh thành 1 (pixel-binning) để tạo lên một bức ảnh có độ phân giải 16MP, máy cũng có thể chụp chế độ 64MP với độ phân giải cụ thể 9248 x 6936, tổng cộng 64.144.128 điểm ảnh, hoặc xấp xỉ 64 triệu điểm ảnh. Với camera chính, máy có khả năng quay video lên đến 4K nhưng chỉ dừng lại ở 30 khung hình một giây. Camera góc siêu rộng có khả năng chụp góc rộng 120 độ nhằm nhắm được những cảnh ngoại ống kính 79 độ thường. Camera macro, hay được gọi là ultra-macro có khả năng chụp cận cảnh với khoảng cách là 2 cm từ vật thể đến ống kính. Camera chiều sâu giúp và hỗ trợ phần chụp xóa phông để làm nổi bật vật chủ thể trong bức ảnh. Máy có khả năng phóng to kỹ thuật số 10x, lấy nét theo pha laser và lấy nét theo độ tương phản, tuy nhiên, máy chỉ có flash tông đơn chứ không tông đôi hay 4 tông. Máy cũng có khả năng quay slow-mo đến 960 khung hình một giây nhưng chỉ dừng lại ở độ phân giải HD (720p). Camera trước của máy là một camera 20MP, f/2.0. Camera trước có khả năng quay phim ở 30 khung hình một giây ở độ phân giải 720p và 1080p. Camera trước có tính năng video ngắn như ứng dụng TikTok.

### Bộ xử lý
Xiaomi cho biết rằng Xiaomi Redmi Note 8 Pro là điện thoại đầu tiên sử dụng con chip game chuyên nghiệp đến từ Mediatek, và đó chính là Mediatek Helio G90T. Con chip có tổng cộng 8 nhân: 2 nhân tác vụ nặng 2.05 GHz và 6 nhân tác vụ nhẹ 2.0 GHz, nói chung thì bộ chip tác vụ nhẹ của máy cũng tương đương như bộ chip tác vụ nặng. Máy sử dụng chip đồ họa Mali G76 MC4. Máy có dụng công nghệ tản nhiệt bằng chất lỏng và được cho biết là có thể làm giảm nhiệt từ 4 đến 6 độ C. Nhưng mặc dù có công nghệ tản nhiệt bằng chất lỏng, nhiều reviewer nói rằng khi chơi nhũng game nặng như PUBG thì máy xử lý tốt nhưng nhiệt độ tăng nhanh dẫn đến máy nóng mà không kịp tản nhiệt, nhiều reviewer nói rằng sau khi chơi được 30 phút đến 1 tiếng PUBG thì máy nóng dao động từ 40 đến 46 độ C, gây cảm giác nóng tay khi cần máy, nhất là màn hình.

### Hệ điều hành
Máy sử dụng hệ điều hành MIUI dựa trên Android Pie. Máy đã được cài đặt sẳn MIUI 10 và có thể cập nhật lên MIUI mới hơn như MIUI 12.5 dựa trên Android 11 ( hiệu năng cải thiện rất tốt dù vẫn còn lỗi vặt), sắp tới sẽ được update MIUI 13 ... Xiaomi cho rằng sau 18 tháng mô phỏng (thử nghiệm) sử dụng, thì độ lag của máy được giảm xuống 25%. Máy có hỗ trợ Game Turbo 2.0 giúp tối ưu hóa trải nghiệm chơi game.
Update: không được update MIUI 13

### Bộ nhớ
Máy sử dụng RAM 6GB LPDDR4x 2133 MHz kênh đôi và bộ nhớ trong 64GB và 128GB tùy chọn. Máy có khả năng hỗ trợ thêm thẻ MicroSD lên đến 256GB.

### Màn hình
Máy dùng công nghệ màn hình tràn cạnh giọt nước. Máy sở hữu độ phân giải FHD+ (2340x1080). Máy có khả năng tăng độ sáng đến 500 nits để sử dụng ngoài trời nắng. Độ tương phản của máy rơi vào loại trung bình với độ tương phản 1500:1 và dải màu chỉ đạt 84% so với tiêu chuẩn NTSC. Máy hỗ trợ hiện thị HDR và sử dụng kính Gorilla® Glass 5

### Pin
Máy sử dụng pin 4500mAh, cổng sạc USB-C và sạc nhanh 18W. Theo GSMArena thì máy có thể trụ được 114 giờ trong chế độ chờ.

### Mạng, kết nối
Máy hỗ trợ 2 thẻ SIM để hỗ trợ 2 mạng 4G đồng thời. Máy có khả năng kết nối mạng 2G, 3G và 4G. Đồng thời hỗ trợ Wi-Fi băng tần kép 2.4GHz và 5GHz và Bluetooth 5.0.

### Trọng lượng và đo lượng
Máy có số đo là 161.35mm x 76.4mm x 8.79mm (cao x rộng x dày) và có trọng lượng khá nặng, rơi vào 199.8g hoặc xấp xỉ 200g.

### Kết nối khác và âm thanh
Máy có giác cắm tai nghe 3.5mm, loa siêu tuyến tính 1217 Xmax 0.4mm và Smart PA 10V tăng áp âm thanh loa ngoài.

### Cảm biến
Máy có:
- Cảm biến khoảng cách giúp đo khoảng cách giữa 2 điểm hoặc nhiều điểm bằng cách cảm biến 3D.
- Cảm biến ánh sáng giúp tính năng tự điều chỉnh độ sáng màn hình.
- Gia tốc kế và con quay hồi chuyển giúp đo độ nghiêng, góc độ của máy và hỗ trợ vào việc xoay màn hình,...
- La bàn điện tử cảm biến từ trường Trái Đất để hỗ trợ cho ứng dụng La bàn.
- Mô tơ rung làm cho máy rung, tương tự như Taptic Engine của Apple.
- Cảm biến vân tay hỗ trợ việc mở khóa máy, để ở đằng sau máy, ở dưới cụm camera.
- Cổng hồng ngoại đóng vai như điều khiển từ xa để điều khiển tivi,...